# Хто знаходить друга, знайде і скарб
Хто знаходить друга, знайде і скарб (італ. Chi trova un amico trova un tesoro) — італійська пригодницька комедія 1981 року режисера Серджо Корбуччі. Фільм знімався у Кі-Біскейні, Флорида.

## Сюжет
Алан — молодий бовдур, на думці у якого — одні лише розваги. Якось його дядько вирішив поділитися з племінником великим секретом: на острові Бонго-Бонго заховані скарби. Це місце знаходиться у водах Тихого океану, проте його навіть немає на карті. Але у дядечка є координати заповітного скарбу, які він вручає Алану. Спершу хлопець вирішив, що родич просто вижив з розуму, і не надає особливого значення розповідям і отриманій карті. Однак незабаром він знайомиться зі знаменитим мандрівником Чарлі О'Брайном, і вони разом вирушають на пошуки скарбів. Але знайти скарб не так-то просто. Адже його охороняють не тільки тубільці, але і японський солдат, який не знає, що війна вже давно закінчилася.

## В ролях
- Теренс Гілл: Алан Ллойд
- Бад Спенсер: Чарлі О'Браян
- Сел Боргезе: Анулу
- Джон Фуджіока: Камасука
- Луїза Беннетт: Мама
- Том Таллі: капітан